# 박외식
박외식(1984년 3월 7일 ~ )은 대한민국의 프로게임팀 스베누 코리아의 전직 감독이자 전직 워크래프트 III, 스타크래프트, 스타크래프트 II 프로게이머이다.
워크래프트 III 프로게이머 시절에는 나이트엘프 종족으로 Gerrad.WeRRa 아이디를 사용하였다. 스타크래프트 II 게이머 활동 당시 종족은 저그이며, 아이디는 GerrardPrime이다. 웅진 스타즈의 코치로 활동하기도 하였다.
2015년 8월 4일부터 스베누 코리아의 전담 감독으로 보직이 변경되었다.
2015년 10월 19일 스타크래프트2 경기 승부조작에 연루되며 구속 수감되었다.

## 개요

#### 웅진 스타즈 코치 시절
2008년 4월 웅진 스타즈의 코치로 임명되었다. 그러나 당시 웅진 스타즈 팀 사정으로 인해 코치직을 사임하였다.

#### 스타크래프트 II
2010년 8월 스타크래프트 II 프로게이머로 복귀하였다.
2010년 10월 Prime의 감독으로 임명되었다.
2015년 8월 Prime을 떠나 스베누 코리아 LoL팀을 전담하게 되었다. 전담이라고 하지만 사실상 이적한 것이나 마찬가지이다. 2015년 9월 3일 기준 스타2 프라임팀의 인원은 2명뿐으로 사실상 해체되었기 때문이다.
2015년 10월 19일 승부조작 혐의로 협회에서 영구제명 당하였다.

## 수상 기록
박외식의 주요 기록은 승부조작 사건 이후, 한국e스포츠협회로부터 영구 제명되어 공식 기록에서 전부 삭제되었다.
- 2003년 한빛소프트배 온게임넷 워크래프트3 프리매치 우승
- 2003년 아이티비챔피언쉽 3위